# Logovlag

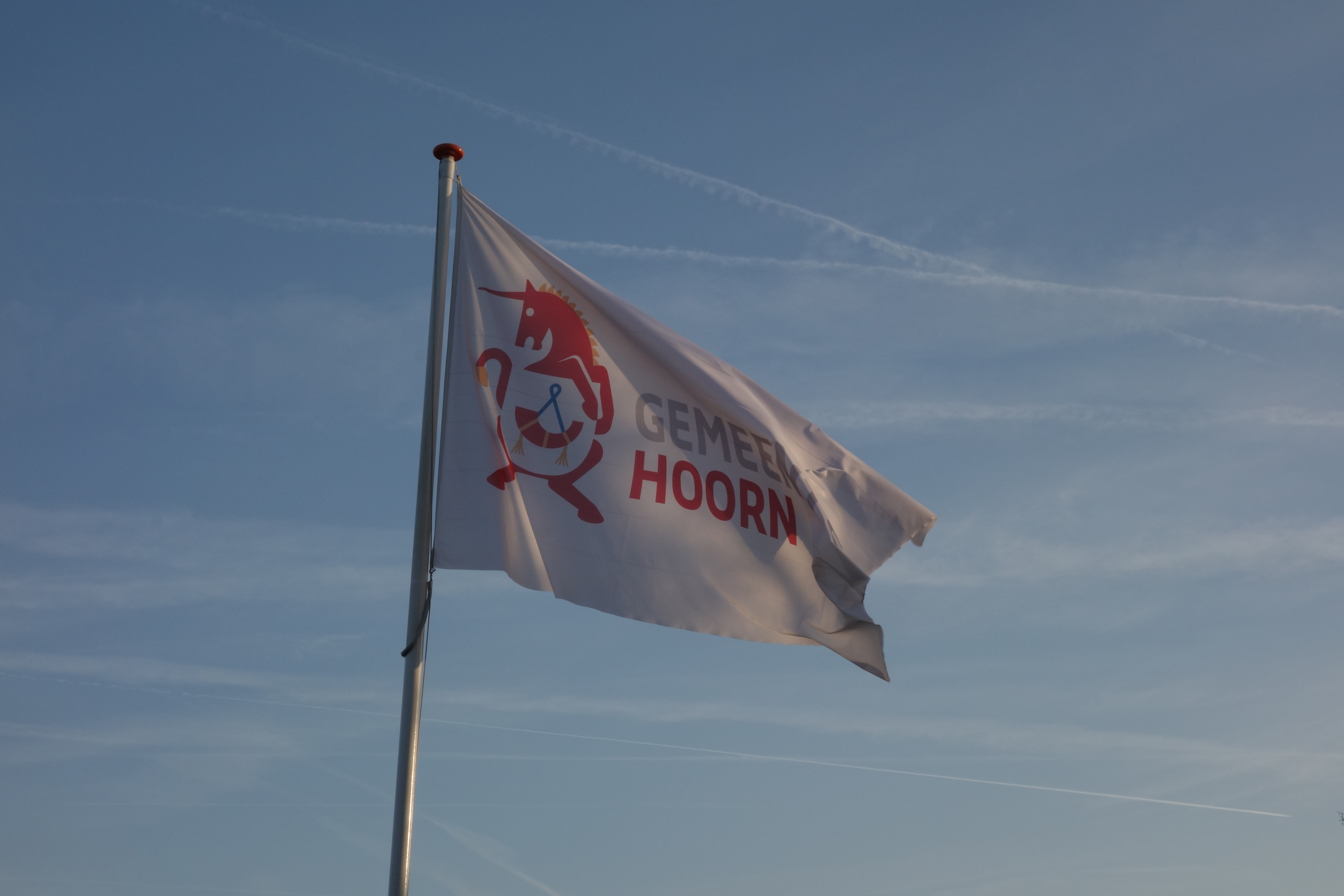
Logovlag van de Noord-Hollandse gemeente Hoorn

Een logovlag, ook wel een huisstijlvlag of bedrijfsvlag, is een vlag die een logo van een organisatie toont, meestal op een witte of effen achtergrond. Logovlaggen worden vaak gebruikt door bedrijven en verenigingen om de eigen identiteit uit te stralen en als herkenningspunt te dienen, bijvoorbeeld voor de ingang van een gebouw.
Anders dan een traditionele vlag vertegenwoordigt een logovlag meestal geen grondgebied zoals een land, provincie, of plaats. Het komt wel voor dat logovlaggen officieel worden aangenomen om gebieden te vertegenwoordigen, maar dit wordt door vlaggenkenners doorgaans afgekeurd. Omdat logovlaggen zich niet houden niet aan de regels van de vlaggenleer, worden deze vlaggen niet opgenomen in het vlaggenregister van de Hoge Raad van Adel. 
Bezwaren tegen het (officieel) gebruik van een logovlag:
- Logovlaggen zijn niet tijdloos; wanneer het logo of de huisstijl van een organisatie verandert, moet de vlag ook aangepast worden.
- Logovlaggen bevatten vaak tekst en kleine speelse elementen die van een afstand, wapperend in de wind, niet leesbaar of herkenbaar zijn.
- Vlaggen zijn tweezijdig, waardoor het logo en de tekst de helft van de tijd in spiegelbeeld te zien zijn en opnieuw slecht leesbaar en herkenbaar zijn.
- Logovlaggen lijken sterk op elkaar, vaak met een logo en een tekst op een witte achtergrond. Hierdoor zijn ze niet onderscheidend.
- Logovlaggen stralen de identiteit van een organisatie uit en niet die van een gebied of zijn inwoners. Inwoners zullen zelden logovlaggen uithangen.

Voordelen van logovlaggen:
- Een lokale vlag geniet soms weinig bekendheid. Bij een gemeentehuis is een logo dan herkenbaarder. Een logovlag wordt vaak door een ambtelijke organisatie gebruikt, soms naast de officiële vlag.

## Officiële logovlaggen in Nederland
Enkele Nederlandse fusiegemeenten maken gebruik van een logovlag. Veel van deze logovlaggen hebben geen officiële status omdat ze niet vastgesteld zijn door de gemeenteraad. Ze vertegenwoordigen daarmee enkel de gemeentelijke organisatie en niet de burgers of het grondgebied. Ook wanneer de gemeenteraad een logovlag wel officieel aanneemt, worden deze vlaggen niet opgenomen in het vlaggenregister van de Hoge Raad van Adel omdat ze zich niet aan de regels van de vlaggenleer houden.

## Officiële logovlaggen in België
Belgische gemeenten, provincies of deelgebieden maken geen gebruik van logovlaggen. De vlag van het Brussels Hoofdstedelijk Gewest zou als logovlag aangemerkt kunnen worden omdat het aangepast is aan het logo en de huisstijl van het Hoofdstedelijk Gewest, maar tegelijk voldoet de vlag wel aan de uitgangspunten van goed vlagontwerp.

## Officiële logovlaggen in andere landen
- De vlag van Luxemburg stad is een typische logovlag
- Veel van de Franse regio's en departementen maken gebruik van logovlaggen, zie Lijst van vlaggen van Franse deelgebieden

## Voorbeelden

Vlag van Beuningen
Vlag van Edam-Volendam
Vlag van Gulpen-Wittem
Vlag van Het Hogeland
Vlag van Steenwijkerland
Vlag van Westerkwartier

Hoofdartikel: Vlaggen van de wereld      Portaal: Vlaggen en wapens
Vlaggen van A tot Z · Historische vlaggen · Handelsvlaggen van de wereld · Marinevlaggen van de wereld · Vlaggen van staten met beperkte erkenning · Vlaggen van internationale organisaties · Vlaggen van gebieden met separatistische of irredentistische bewegingen · Vlaggen van hoofdsteden · Vlaggenlijsten per land · Vlaggen van afhankelijke gebieden · Vlaggen van subnationale entiteiten · Vlaggen van gemeenten · Vlaggen van micronaties · Taalvlag
Zie ook: Vexillologie · Vlag · Vlaginstructie · Wimpel